# Marie Émile Fayolle
Marie Émile Fayolle (Le Puy-en-Velay 14 de mayo de 1852 - París, 27 de agosto de 1928) Mariscal de Francia que se destacó con el grado de general durante la Primera Guerra Mundial.

## Biografía
Tras haberse diplomado en la École polytechnique (promoción X1873), Fayolle hizo su carrera militar en el arma de artillería hasta enseñar táctica en la Escuela de Guerra de Francia (1897), puesto que mantuvo hasta 1914 año en que se dispuso al retiro.
Empero tras la declaración de la Primera Guerra Mundial en agosto de 1914 e invadida la República Francesa por el Imperio Alemán, Fayolle fue convocado al servicio activo y puesto a la cabeza de la 70.ª división. A partir de entonces su carrera progresó rápidamente, en gran parte después de que numerosos generales fueran destituidos para poner como jefe francés de las acciones bélicas a Joseph Joffre.
En 1916, Fayolle, entonces comandante de un cuerpo de ejército, recibió el mando del 6° Cuerpo del Ejército Francés. Durante el verano de ese mismo año, las ofensivas sobre el Somme por él dirigidas no lograron el éxito esperado a causa de la superioridad en armamento por parte de los alemanes; no obstante esto y pese a que Joffre fue substituido por Nivelle, el prestigio de Fayolle se mantuvo notable.
Transferido a jefe del 1.er Cuerpo a inicios de 1917, Fayolle obtuvo el comando del Grupo de armada Central en el momento en que Nivelle fue substituido por Pétain en mayo del mismo año; para esto influyó la misma idea de pensamiento: Fayolle como Pétain daban gran importancia a la artillería.
El 16 de noviembre de 1917 Fayolle fue nombrado comandante en jefe de las tropas francesas destacadas en Italia, y fue enviado a la cabeza de sus divisiones para reforzar el frente italiano tras la catastrófica derrota que los italianos padecieron ante los alemanes en la Batalla de Caporetto.
Se mantuvo en Italia hasta el mes de marzo, cuando fue llamado nuevamente a Francia para comandar el Grupo del Ejército de la Reserva. Esta gran unidad militar (55 divisiones) jugó un rol decisivo al refrenar las últimas ofensivas alemanas sobre Francia ocurridas en 1918. Tras la victoria de la segunda batalla del Marne, el grupo de ejércitos a las órdenes de Fayolle fue el núcleo de las contraofensivas aliadas ocurridas durante el otoño de 1918.
Con Mangin ocupó Maguncia y la orilla izquierda del Rin el 14 de diciembre de 1918. Comandó luego las fuerzas de ocupación aliadas en Renania-Palatinado y fue miembro de la comisión de supervisión aliada.
Tras la guerra, ya en 1920, fue nombrado miembro del Conseil Supérieur de la Guerre (Consejo Superior de Guerra), el más alto organismo militar francés. El título de Mariscal de Francia le fue concedido en 1921, murió en 1928.

## Grados
- 31 de diciembre de 1910: general de brigada,
- 14 de mayo de 1915: general de división a título interino,
- 25 de marzo de 1916: general de división (efectivo)
- 29 de febrero de 1920: general de división en actividad sin límite de edad
- 19 de febrero de 1921: mariscal de Francia.

## Condecoraciones

### Condecoraciones francesas
- 10 de julio de 1918 Legión de Honor (Légion d'Honneur):
  - Caballero (Chevalier) - 30 de diciembre de 1890;
  - Oficial (Officier) - 30 de diciembre de 1911;
  - Comandante (Commandeur) - 11 de octubre de 1914;
  - Gran Oficial (Grand Officier)- 3 de octubre de 1916;
  - Gran Cruz - 10 de julio de 1918;
- Cruz de Guerra (Croix de guerre) 1914-1918 con cinco palmas.
- Médaille militaire (Medalla militar) - 21 de octubre de 1919).
- Medalla interaliada de la victoria
- Medalla conmemorativa de la Gran Guerra

### Condecoraciones extranjeras
- Estados Unidos: Medalla a Servicios Distinguidos.
- Marruecos: Grand Croix du Ouissam Alaouite Chérifien (Gran Cruz de la Real Orden Alauita).